# ジャマダグニ

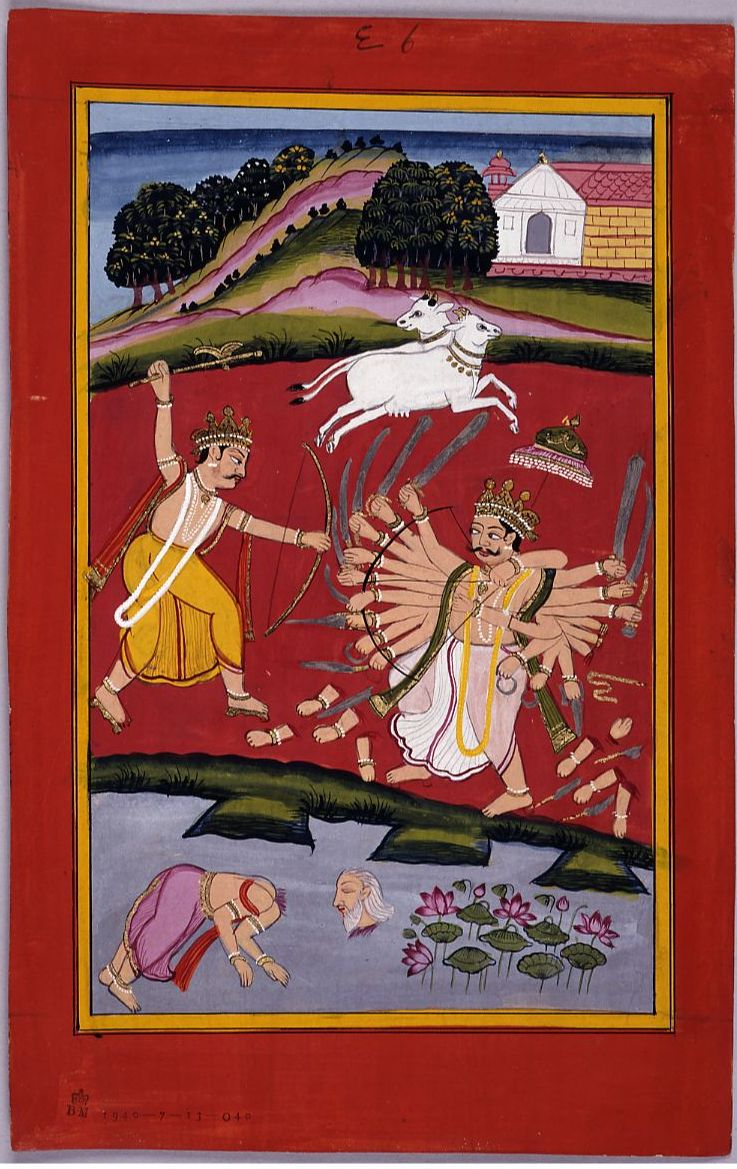
カールタヴィーリヤ・アルジュナ（右）を倒すパラシュラーマ（左）。手前に死んだジャマダグニがいる（大英博物館蔵）

ジャマダグニ（サンスクリット: जमदग्नि Jamadagni）あるいはジャマドアグニは古代インド神話のリシ。叙事詩ではパラシュラーマの父とされる。
名前は「燃える(jamad < jamat)火(agni)」を意味すると考えられている。

## ヴェーダ
ジャマダグニは『リグ・ヴェーダ』のいくつかの賛歌を作った詩人とされるが、他人との共作が多い。たとえば9.67の賛歌は32詩節から構成されるが、最初の21節は7人が3節ずつ作り、ジャマダグニは16-18節を作ったとされている:1295-1296。10.137の詩も同じ7人が1節ずつ作ったとされる:1622-1623。この7人はサプタルシ（七聖仙）とされることがある。
ジャマダグニは賛歌の本文中でもときどき言及される(3.62, 8.101, 9.62, 9.65, 9.97)。7.96では本文中でジャマダグニの名がヴァシシュタとともにあげられている。一方10.167ではヴィシュヴァーミトラとジャマダグニの名が本文中で並べられている。
『アヌクラマニー』（『リグ・ヴェーダ』索引）の中でジャマダグニはバールガヴァ（ブリグの子）の父称で呼ばれている。

## 叙事詩
『マハーバーラタ』巻1ではプラジャーパティのひとりであるブリグの子孫で、ラーマ（パラシュラーマ）の父とする。その系譜は以下のようである。
- ブラフマー - ブリグ - チヤヴァナ - アウルヴァ(Aurva) - リチーカ(Ṛcīka) - ジャマダグニ - パラシュラーマ

巻3にはジャマダクニの誕生に関して風変わりな逸話を載せる。それによると、リチーカはバラタ族のガーディの娘サティヤヴァティーを妻とした。ある日サティヤヴァティーが自分とその母の両方に子を授かるように望んだため、リチーカは供犠を行い、母からは燃えるような無敵のクシャトリヤの子が、サティヤヴァティーからは深い知恵を持つバラモンの子が生まれるようにした。しかしサティヤヴァティーとその母が供犠の食物を交換して食べたため、サティヤヴァティーからはクシャトリヤの性質を持つジャマダグニが、母（ガーディの妻）からはバラモンの性格を持つヴィシュヴァーミトラが生まれた。同じ話は巻12と巻13にも見える。
巻3によると、パラシュラーマはジャマダグニとレーヌカーから生まれた子供たちのひとりである。その後レーヌカーが浮気心を起こしたためにジャマダグニは怒って自分の子供たちに母親を殺すよう命令したが、子供たちが命令に従おうとしなかったために呪って正気を失わせた。最後にパラシュラーマがやってきて、斧で母親を殺した。喜んだジャマダグニがパラシュラーマの言うことを何でも聞くといったので、パラシュラーマは願いによって母親を生き返らせ、兄たちを正気に戻した。その後ハイハヤ族の支配者であるカールタヴィーリヤ・アルジュナがジャマダグニの庵の神聖な牝牛を略奪する事件が発生し、パラシュラーマは怒ってカールタヴィーリヤ・アルジュナの千本の腕を矢で切り落とした。これに対してアルジュナの手の者はジャマダグニの庵に押し入って彼を殺した。パラシュラーマは大いに嘆いてカールタヴィーリヤ・アルジュナの一族を滅ぼし、さらにクシャトリヤをこの世から抹殺しようとして血が湖になるほどの虐殺を7回（巻12では21回）にわたって行った。パラシュラーマの話も少し異なる形で巻12でも述べられている。
巻13には、暑すぎるので太陽を矢で射ようとしたジャマダグニに対してスーリヤが止めにはいり、彼に傘をサンダルを与えたという逸話がある。